# Krunoslav Lovrek
Krunoslav Lovrek, född 11 september 1979, är en kroatisk fotbollsspelare.
I april 1999 blev han uttagen i Kroatiens trupp till U20-världsmästerskapet 1999.